# Komuna e Gracenit
Komuna e Gracenit är en kommun i Albanien.   Den ligger i distriktet Rrethi i Elbasanit och prefekturen Qarku i Elbasanit, i den centrala delen av landet, 21 km sydost om huvudstaden Tirana.
```
Runt Komuna e Gracenit är det ganska tätbefolkat, med 
192
 invånare per kvadratkilometer.
[
2
]
```